# Maren Meinert
Maren Meinert, född den 5 augusti 1973 i Rheinhausen i Tyskland, är en tysk fotbollsspelare. Vid fotbollsturneringen under OS 2000 i Sydney deltog hon i det tyska lag som tog brons.